# Джапиашвили, Виктор Петрович
Виктор Петрович Джапиашвили (20 июня 1924, с. Даба, ныне муниципалитет Боржоми — 7 августа 2015, Абастумани) — советский и грузинский учёный-астрофизик.
Доктор физико-математических наук (1988), профессор Тбилисского государственного университета.
Основатель направления исследования объектов Солнечной системы поляриметрическим методом в Грузии. Вместе с Анатолием Королем он создал и опубликовал Поляриметрический атлас Луны в 1982 году. За эту научную работу он был удостоен высшей награды Академии наук СССР по астрономии 1984 г. «Т. Бредихина».
В течение 35 лет (1957—1992) заместитель директора Абастуманской астрофизической обсерватории (Грузия) (директор академик Евгений Кириллович Харадзе) по науке. Возглавлял Отдел Луны и планет обсерватории.

## Биография
В 1941 году без экзаменов поступил в Закавказский институт железнодорожного транспорта по специальности «Строительство мостов и тоннелей».
Участник Второй мировой войны. В 1942 году в боях за Кавказ город был тяжело ранен. Вернулся с фронта после реабилитации в Туапсе и демобилизации.
До 1945 года работал учителем математики в средней школе Цагвери Боржомского района.
В 1945 году он без экзаменов поступил на физико-математический факультет Тбилисского государственного университета, где выбрал астрономию в качестве будущей профессии как ученик профессора Евгения Кирилловича Харадзе.
После окончания университета в 1949 году переезжает с женой и двумя детьми для работы на гору Канобили в Абастуманской астрофизической обсерватории.
В 1950 году первым исследовал Луну методом электрополяриметрии.
В 1955 году защитил диссертацию на тему «Исследование структуры лунной поверхности с помощью электрополяриметрических измерений», которая была опубликована в 1957 году в виде монографии.
В 1988 году защитил докторскую диссертацию (в виде научной статьи) в Астрономическом институте им. Штернберга МГУ на тему: «Создание поляриметрического атласа Луны и его использование для изучения физических свойств Луны».
С 1957 по 1992 год заместитель директора Абастуманской астрофизической обсерватории по науке, одновременно возглавляет отдел Луны и планет обсерватории.
Скончался 7 августа 2015 года. Последние годы жизни он и его жена прожили остаток своей жизни в Абастумани, на горе Канобили, в Абастуманской астрофизической обсерватории.

## Семья
Супруга — Дареджан Чипашвили — основатель и руководитель Научной астрофотолаборатории Абастуманской астрофизической обсерватории.

## Научный вклад
Первым в мире применил электрополяриметр для изучения лунной поверхности — самый точный инструмент того времени. Впоследствии с такими же приборами и методами были проведены наблюдения над другими телами Солнечной системы.
Используя поляриметрический метод для изучения небесных тел, после многих лет наблюдений Луны вместе с профессором Анатолием Королем он создал первый в мире поляриметрический атлас Луны. «Поляриметрический атлас Луны» был опубликован в 1982 году, за что Виктор Джапиашвили был удостоен высшей награды по астрономии Российской академии наук (ныне) в 1984 году — «Т. Бредихина».
Заложил основы научного направления — «Исследование небесных тел электрополяриметрическим методом». Под его руководством выросло множество ученых-астрономов. Полученные им основные научные результаты использованы во многих монографиях и учебной литературе известных астрономов (Н. Барабашов, В. Шаронов, З. Копала и др.).
Участвовал во многих международных конференциях с научными докладами.

## Память
В 2018 году должен быть назван один из лунных кратеров по решению Международного астрономического союза.

## Избранная библиография
- Чигладзе Р. А., Джапиашвили В. П., Короля А. Н. «Электрополиметрические наблюдения Ио», Бюл. Абастуманск. Астрофиз. Обсерв. 2004, 77, 145—149.
- Кулиджанишвили В. И.; Капанадзе Н. Г .; Годеридзе Э. К .; Джапиашвили В. П; Джавахишвили Г. Ш .; Макандарашвили Ш. С., «О строении и внешнем виде солнечной короны 11 августа 1999 г.», Вестник Абастуманской астрофизической обсерватории. 75, стр. 1-8, 2000.
- Джапиашвили В. П. «Вклад Иоаннисиани в Абастуманскую астрофизическую обсерваторию», Сообщения Специальной Астрофизической обсерватории, № 56, с. 12, 1987.
- Джапиашвили В. П; Болквадзе Орегон; Кварацхелия О. И.; Король А. Н; Сигуа Л. А., «Поляриметрические исследования Луны и планет в Абастуманской астрофизической обсерватории», Космос (JPRS-USP-86-001), стр. 127—128 (SEE N86-20178 10-88) Пер. на английский из Астрономического вестника (Москва, СССР), т. 19, нет. 1 января — мар. 1985 с. 77-85.
- Джапиашвили В. П; Курхули Г. В.; Далакишвили Г. Л; Квернадзе А. М. Исследование механических свойств метеоритов Сихотэ-Алиня методом голографической интерферометрии // Академия Наук Грузинской ССР, Сообщения (ISSN 0132-1447), вып. 119, сен. 1985, стр. 501—504.
- Джапиашвили В. П; Болквадзе Орегон; Кварацхелия О. И.; Король А. Н.; Сигуа Л. А., «Поляриметрические исследования Луны и планет в Абастуманской астрофизической обсерватории», Астрономический вестник, т. 19 января. -Мар. 1985, стр. 77-85Solar System Research, vol. 19, нет. 1, июль 1985 г., стр. 53-58.
- Король А. Н; Джапиашвили В. П., «Фотоэлектрические наблюдения звездных покрытий в Абастуманской обсерватории», Современные методы исследования двойных и кратных звезд Бюллетень обсерватории Лоуэлла (ISSN 0024-7057), No. 167, 1983, с. 91, 92.
- Джапиашвили В. П; Король А. Н. Поляриметрический атлас Луны. Поляриметрический атлас Луны. В. П. Джапиашвили, А. Н. Король. Мецниереба, Тбилиси. (1982).
- Джапиашвили В. П; Король А. Н, «Полиариметрический атлас луны», Тбилиси. : Изд-во «Мецниереба», 1982.
- Джапиашвили В. П; Король А. Н. Поляриметрический атлас Луны // Научные данные. Сер. Астрофиз., Вып. (№) 45, с. 205—210.
- Эргма Э.; Джапиашвили В. П; Харадзе Е. К. «Публикации второго советско-финского симпозиума в Абастумани. 4—9 сентября 1977 г.», Научные сведения, Сер. Астрофиз., Вып. (№) 45, 215 с.
- Джапиашвили В. П. «Поляриметрическая карта Луны». // Астрономический Циркуляр. 788, стр. 1-2, 1973.
- Джапиашвили В. П. «Переходное явление в лунном кратере Посидоний», Исследования Солнечной системы, Vol. 6. С. 5, 1972.
- Джапиашвили В. П. «О переходном явлении в лунном кратере Посидоний». , Астрономический вестник, Том 6, с. 7 — 8, 1972.